# Auriac (Aude)
Auriac é uma comuna francesa na região administrativa de Occitânia, no departamento de Aude. Estende-se por uma área de 20,93 km². Em 2010 a comuna tinha 40 habitantes (densidade: 1,9 hab./km²).